# Hermann Petri
Hermann Christian Petri (* 5. Januar 1883 in Neunkirchen (Saar); † 1. Oktober 1957 in Neunkirchen (Saar)) war ein saarländischer Politiker (SPD/SPS).

## Leben
Hermann Petri besuchte die Volksschule in Neunkirchen und war anschließend zwei Jahre als Hilfsarbeiter tätig. Anschließend wurde er Bergmann und engagierte sich gewerkschaftlich im Bergarbeiterverband („Alter Verband“). Er trat 1917 der SPD bei. Während der Novemberrevolution wurde er als Vorsitzender in den Arbeiterrat gewählt. Ab 1919 war er hauptamtlich im Bergarbeiterverband tätig.
1922 wurde er in den neu gegründeten Landesrat des Saargebietes gewählt, dem er in allen vier Legislaturperioden angehörte. Seit 1922 gehörte er ebenfalls bis 1932 durchgängig dem Neunkircher Stadtrat an.
Nach der Saarabstimmung 1935 emigrierte er nach Frankreich. Im Exil wurde er 1943 verhaftet und vom Volksgerichtshof zu sechs Jahren Zuchthaus verurteilt. Bis zur Befreiung durch die Rote Armee am 27. April 1945 verbüßte er seine Strafe im Zuchthaus Brandenburg.
Nach Ende des Krieges gehörte er zu den Gründungsmitgliedern der SPS, für die er von 1947 bis 1956 Mitglied im Landtag des Saarlandes war. Ab 1952 war er auch Vorsitzender der IG Bergbau Saar.
Sein Neffe Karl Petri war ebenfalls Landtagsabgeordneter im Saarland.